# Ferryhill
Ferryhill is een civil parish in het bestuurlijke gebied Sedgefield, in het Engelse graafschap Durham. De plaats telt 9940 inwoners.

## Geboren in Ferryhill
- Alan White (1949), drummer (Yes)